# Манкімен
«Манкімен» (англ. Monkey Man, дос. «Людина-мавпа») — американський бойовик-трилер, знятий режисером Девом Пателем за сценарієм, написаним ним із Полом Ангунавелою та Джоном Коллі. У головних ролях зіграли Пател, Шарлто Коплі та Собхіта Дхуліпала.

## Сюжет
Сирота, що виріс на вулицях Мумбаї, перетворюється на справжнього бійця, який не зупиниться, поки не помститься вбивцям своєї матері. Крок за кроком він наближається до впливових ворогів та корумпованої системи, що пригнічує бідних та беззахисних.

## Акторський склад
- Дев Пател — людина-мавпа NRI
- Шарлто Коплі — американська людина-мавпа
- Собхіта Дхуліпала
- Сікандар Кхер — індійська людина-мавпа

## Виробництво
29 жовтня 2018 року було повідомлено, що Дев Пател дебютує як режисер з бойовиком-трилером під назвою «Людина-мавпа». 12 березня 2021 року було оголошено про завершення зйомок, і компанія Netflix купила всесвітні права на фільм, описаний як «Джон Вік у Мумбаї».
У фільмі представлена бойова хореографія Брахіма Чаба, актора бойовиків і хореографа, який працював з Джекі Чаном над фільмами «Клинок дракона» та «Авангард», Скоттом Едкінсом над «Ніндзя: Тінь сльози», «Бойка: Безперечний» і «Викрадення», Донні Єном над «Великим братом».